# Henry (Tennessee)
Henry è un comune degli Stati Uniti d'America, situato nello Stato del Tennessee, nella Contea di Henry.